# سفارة أفغانستان في أوكرانيا
سفارة أفغانستان في أوكرانيا هي أرفع تمثيل دبلوماسي لدولة أفغانستان لدى أوكرانيا. تقع السفارة في كييف وهي تهدف لتعزيز المصالح الأفغانية في أوكرانيا.

## وصلات خارجية
- الموقع الرسمي
- قائمة سفارات أفغانستان
- قائمة السفارات في أوكرانيا